# Andrea da Perugia
André de Pérouse (fl. 1307 - 1326), franciscain italien, missionnaire en Chine à partir de 1308, évêque de Zaïton en 1322.

## Biographie
En 1307, Clément V prend la décision de nommer archevêque Jean de Montecorvino et de lui envoyer sept évêques suffragants. Trois seulement parviennent à Khanbaliq, Gérard d'Albuino, Pellegrino di Città di Castello et André de Pérouse ; trois autres meurent en chemin et le dernier regagne l'Italie. 
Par sa bulle d'institution, Jean de Montecorvino a reçu le pouvoir d'ériger des évêchés et de les pourvoir. Jean crée l’évêché de Zaïton l'une des portes d’entrée de la Chine sur l’océan Pacifique et nomme à sa tête Gérard d'Albuino. 
Au décès de Gérard, Pérégin lui succède, puis, au décès de ce dernier, en 1322, André de Pérouse est nommé évêque de Zaïton.
Vers 1323, lors de son arrivée en Chine, Odoric de Pordenone dépose à Zaïton les restes des quatre franciscains martyrisés, en 1321, à Thana, en Inde près de Bombay.
En 1326, il écrit une lettre au gardien du couvent de Pérouse qui décrit les conditions de son exercice. Il évoque les martyrs de Thana et précise qu'il est le seul survivant de tous les évêques envoyés à Jean de Montecorvino.